# Elien Van Wynendaele
 Elien Van Wynendaele (19 februari 1995) is een Belgische voetbalspeelster. Sinds 2017 speelt ze in de verdediging bij AA Gent Ladies in de Super League. Ze speelt ook voor de Red Flames.

## Loopbaan

### Club
Van Wynendaele startte haar loopbaan op 4-jarige leeftijd bij de jeugd van het Oost-Vlaamse Bambrugge. Van daaruit trok ze via Anderlecht naar Club Brugge, waarmee ze in het seizoen 2012-13 in de toen nieuwe BeNe League uitkwam. Ze speelde daar 22 wedstrijd en scoorde 2 keer. Het seizoen dat daarop trok ze naar Gent Ladies, waar ze 2 seizoenen in de BeNe League uitkwam. Hier speelde ze voor Gent 36 wedstrijden en wist er 2 keer te scoren. In seizoen 2014-15 bestond de BeNe League niet meer en werd deze opgevolgd door de vernieuwde Super League. Van Wynendaele eindigde er in het shirt van Gent op de 4e plaats.

### Red Flames
Voor de Flames -15 speelde ze op 7 juni 2010 een vriendschappelijke wedstrijd tegen Nederland, die met 1-0 werd verloren.
Van 2010 tot 2012 speelde ze 17 wedstrijden voor de Flames -17 en scoorde 1 keer. Haar eerste wedstrijd was op 28 augustus tegen Wales. De wedstrijd werd verloren met 1-0. In totaal speelde ze 1212 minuten.
Haar eerste selectie en wedstrijd voor de Flames -19 speelde ze op 19 september 2012 tegen Finland in Tammela. De wedstrijd werd gewonnen met 1-2. Haar laatste wedstrijd bij de -19 verloor ze met  1-0 tegen Nederland in Mjondalen in Noorwegen, dit was op  21 juni 2014. In totaal speelde ze 1268 minuten in 16 wedstrijden en scoorde 1 keer.
Op 26 november 2014 speelde ze haar eerste en enige wedstrijd voor de Flames -21 tegen Turkije in Tubeke, de wedstrijd werd verloren met 0-2.
Haar eerste wedstrijd voor de Flames  was op 16 september 2012, een vriendschappelijke wedstrijd tegen Finland in Tammela. De wedstrijd werd met 1-2 gewonnen.
Van Wynendaele is geselecteerd voor de wedstrijden in de Cyprus Cup.